# America's Cup 72-klasse
De America's Cup 72-klasse of AC72 is een klasse zeer snelle catamaran-zeilboten. Deze klasse wordt gebruikt in de zeilwedstrijden om de Louis Vuitton Cup en de America's Cup van 2013.
De AC72 heeft een bemanning van 11 personen en kan een snelheid bereiken van 75 km/h. De zeilen zijn niet geweven, maar gemaakt uit één stuk hoogwaardige koolstof. Beide rompen van de catamaran hebben meer dan één kiel, die fungeren als draagvleugel. Dat maakt dat de boot bij een zekere snelheid geheel uit het water komt en zo snel gaat. Dat gaat alleen met een zeer goed getrainde bemanning.
Na de America's Cup van 2010 werd besloten dat in 2013 gezeild zou worden met een catamaran. In de America's Cup World Series werd met de kleinere klasse AC45 gezeild. Op 9 mei 2013 verongelukte Andrew Simpson met een AC72 tijdens een training voor de 34e America's Cup in de baai van San Francisco. Daarbij sloeg de boot om en kon Simpson niet onder de boot vandaan komen. Daardoor is hij verdronken. Het ongeval deed vragen rijzen over de veiligheid van de AC72-klasse.
Voor de vier teams die met een AC72 zeilen zijn zeven catamarans gebouwd. 
| Land             | Team             | Catamarans |
| ---------------- | ---------------- | ---------- |
| Nieuw-Zeeland    | Team New Zealand | 2          |
| Verenigde Staten | Oracle Team      | 2          |
| Zweden           | Artemis Racing   | 2          |
| Italië           | Luna Rossa       | 1          |